# Mabel Fonseca
Pour les articles homonymes, voir Fonseca.
Mabel Fonseca Ramírez, née le 8 mai 1972 à Guantánamo (Cuba), est une judokate et pratiquante de lutte libre portoricaine.

## Palmarès international en judo
| Jeux panaméricains         | Jeux panaméricains | Jeux panaméricains |
| Année                      | Médaille           | Catégorie          |
| -------------------------- | ------------------ | ------------------ |
| 1991                       | or                 | –45 kg             |
| Championnats panaméricains |                    |                    |
| Année                      | Médaille           | Catégorie          |
| 1990                       | or                 | –45 kg             |

## Palmarès international en lutte
| Championnats du monde                    | Championnats du monde | Championnats du monde |
| Année                                    | Médaille              | Catégorie             |
| ---------------------------------------- | --------------------- | --------------------- |
| 2002                                     | bronze                | –59 kg                |
| Jeux panaméricains                       |                       |                       |
| Année                                    | Médaille              | Catégorie             |
| 2003                                     | bronze                | –63 kg                |
| 2007                                     | bronze                | –63 kg                |
| Championnats panaméricains               |                       |                       |
| Année                                    | Médaille              | Catégorie             |
| 2000                                     | argent                | –56 kg                |
| 2001                                     | or                    | –62 kg                |
| 2002                                     | or                    | –59 kg                |
| 2003                                     | bronze                | –63 kg                |
| 2007                                     | bronze                | –63 kg                |
| Jeux d'Amérique centrale et des Caraïbes |                       |                       |
| Année                                    | Médaille              | Catégorie             |
| 2002                                     | or                    | –63 kg                |
| 2006                                     | argent                | –59 kg                |